# De Nijlânnermole
De Nijlânnermole bij Workum is waarschijnlijk gebouwd in 1784. De achtkante bovenkruier is van het type grondzeiler en de functie is poldermolen. De polder die hij bemaalt is 440 ha en wordt gedeeltelijk begrensd door de oude dijk die langs Workum en Hindeloopen loopt.
De eerste molen die op deze locatie stond, werd in 1624 gebouwd, in hetzelfde jaar dat de polder werd ingedijkt. Hij werkte toen met een waterrad. In 1770 kwam er een molen met een vijzel, maar in de praktijk was die te klein. In 1784 werd hij vervangen door de huidige molen, die een grotere vijzel had. De grenen spil dateert nog uit 1624, de rest van het hout is vervangen.
Tot 1950 werd de molen door windkracht gedreven, daarna kwam er een dieselmotor in.
De windmolen werd in 1987 gerestaureerd en kan weer een polder bemalen. Eigenaar is de Molenstichting Súdwest-Fryslân. Nabijgelegen is het voormalige molenaarshuis dat nu particulier eigendom is.